# اونیا پکا
اونیا پکا (به اسپانیایی: Uña Paka) یک کوه در پرو است که در منطقه اوئانکاولیکا واقع شده‌است. اونیا پکا ۵٬۰۵۰ متر بالاتر از سطح دریا واقع شده‌است.